# 丽娃河
丽娃河（西班牙語：Rio Rita）是上海华东师范大学中山北路校区校园里的湖泊名。丽娃河常在诗歌、散文中出现，也因此成为华东师大的诗意名称和代称。

## 历史

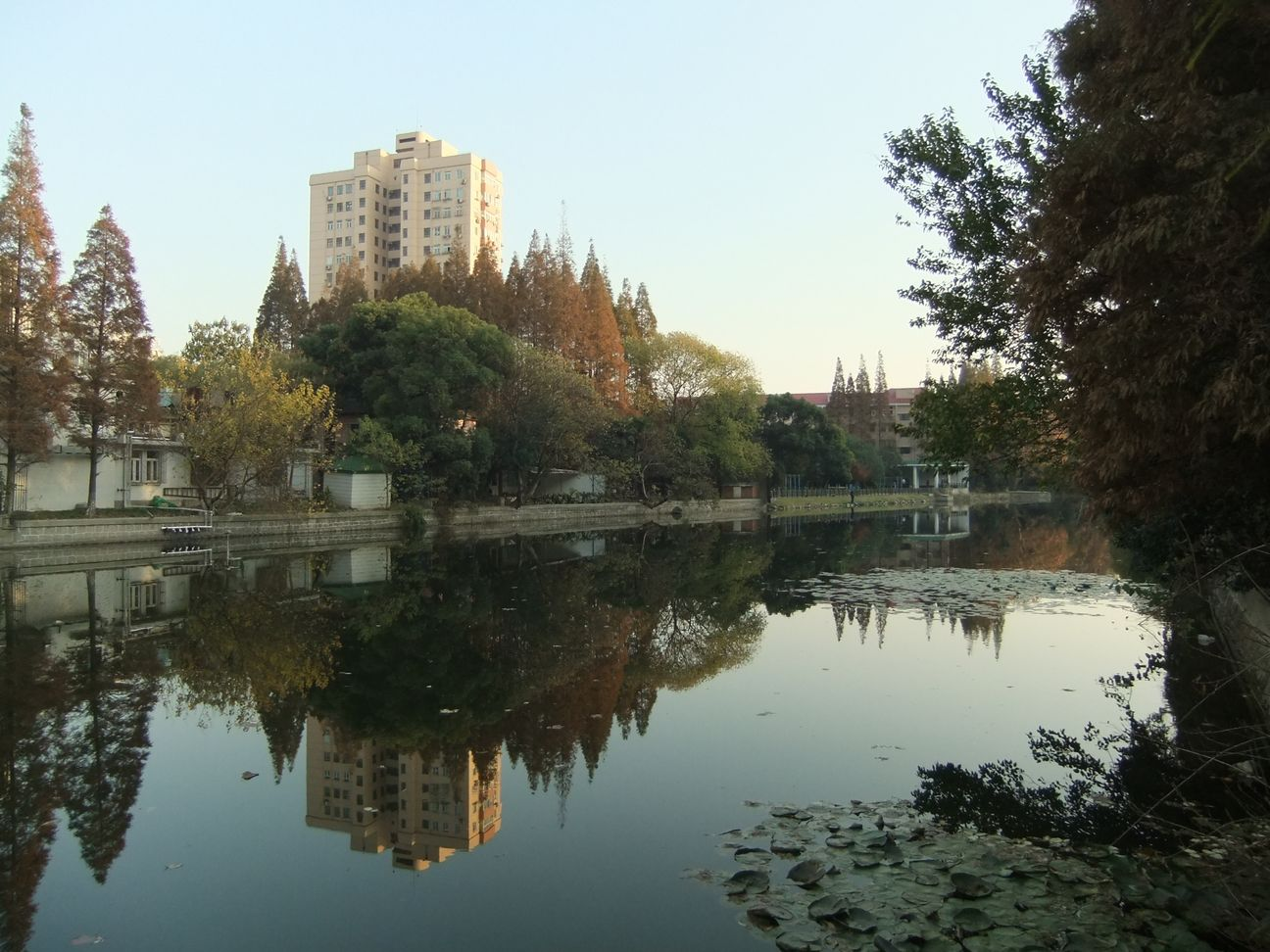
丽娃河一景

20世纪初，当地尚属于上海越界筑路的租界郊外，是江南水网的一部分。
原为上海的俄罗斯移民在当地经营营业性的水边休闲场所，服务对象是外国侨民和华人中产、资产阶级。该休闲场所以“Rio Rita”为名，词源是西班牙文，意义为“Rita河”，但是华人多不谙西班牙文，以讹传讹，取名为“丽娃河”，实际上“丽娃”（Rio）就是河的意思。
河流取名的灵感，来自1929年美国音乐电影《丽娃栗妲》。
1931年，中国近代著名的民族资本家荣宗敬将上海丽娃栗妲村的地产捐赠给了大夏大学，并把丽娃河赠予大夏大学作为校河，供师生课余游钓、泛舟之用，整个地区成为大夏大学校园的一部分。大夏大学后并入华东师范大学，丽娃河遂成为华东师范大学的代名词。
1968年，歷史系教授李季谷不堪文革批鬥的衝擊，投麗娃河自盡。

## 景观

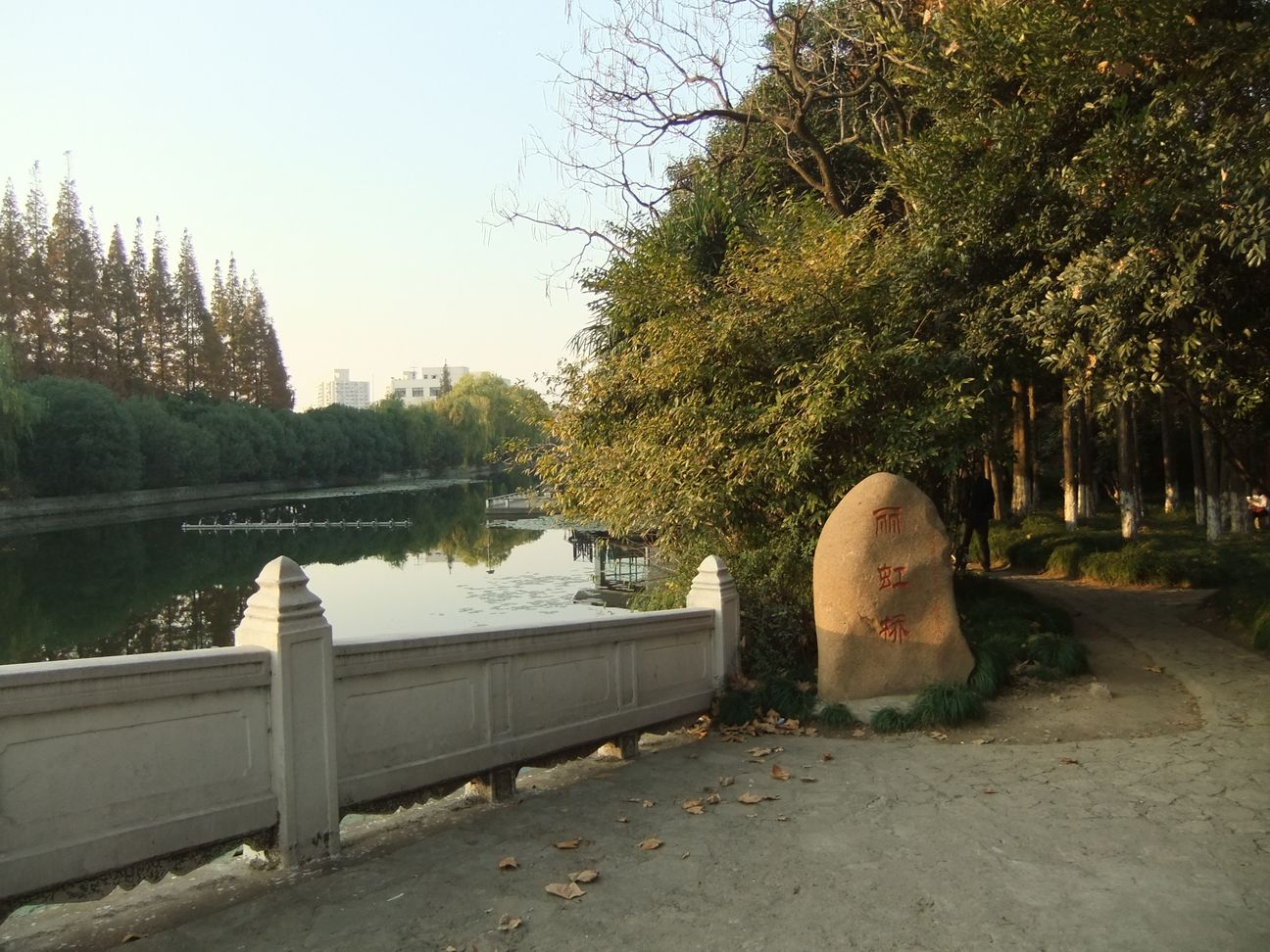
丽虹桥

- 丽虹桥：位于丽娃河之上，落成于1937年4月16日。桥由大夏大学校董何应钦题名，校董王祉伟记铭，名称取唐诗“双桥落彩虹”及近丽娃栗妲村之意。

- 夏雨岛：在丽娃河上，也作为景区一景。

## 相关作品
著名作家茅盾长篇小说《子夜》中，描写白俄贵族庄园“栗娃栗妲”，即是以丽娃河为背景创作的。当代作家李劼著有长篇小说《丽娃河》，也以这条河为背景。